# Mo Udall
Pour les articles homonymes, voir Udall.
Morris King Udall, dit Mo Udall, né le 15 juin 1922 à Saint Johns et mort le 12 décembre 1998 à Washington, est un homme politique et basketteur américain.
Ancien militaire et joueur de basket-ball professionnel avec les Nuggets de Denver, Udall est membre du Parti démocrate. Il est le représentant du 2e district congressionnel d'Arizona entre 1961 et 1991.
Il est notamment le père de Mark Udall.

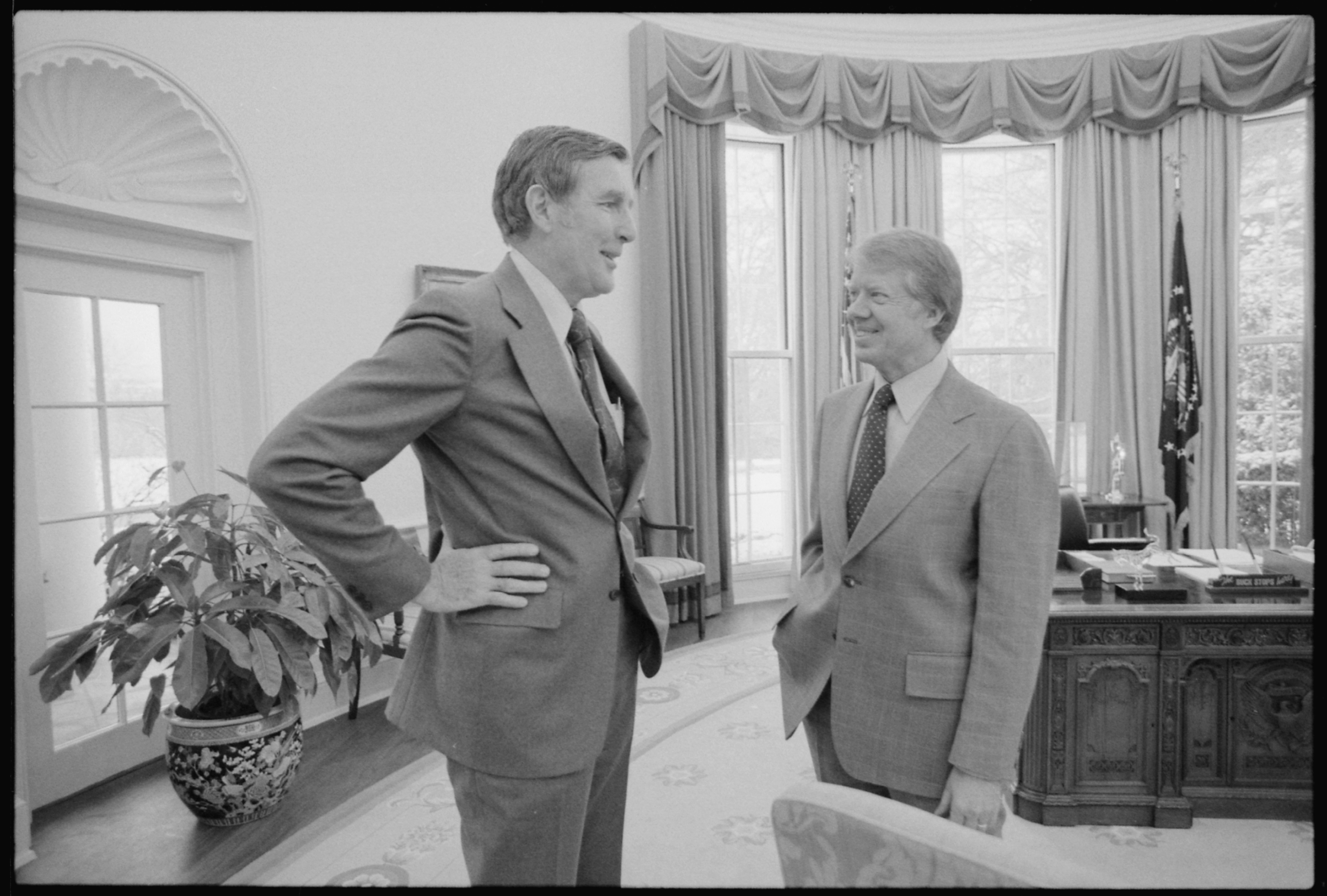
Mo Udall et Jimmy Carter en 1978.